# Nealcidion singulare
Nealcidion singulare là một loài bọ cánh cứng trong họ Cerambycidae.